# الفروع الغدية للشريان الوجهي
الفروع الغدية للشريان الوجهي (بالإنجليزية: Glandular branches of facial artery)‏‏ هو شريان يتفرعُ من شريان وجهي.